# Giorgio Federico Ghedini
Giorgio Federico Ghedini (ur. 11 lipca 1892 w Cuneo, zm. 25 marca 1965 w Nervi) – włoski kompozytor. 

## Życiorys
Ukończył konserwatorium w Turynie, gdzie jego nauczycielami byli Evasio Lovazzano (fortepian i organy), Samuele Grossi (wiolonczela) i Giovanni Cravero (kompozycja). Następnie kształcił się u Marco Enrico Bossiego w Liceo Musicale w Bolonii, w 1911 roku uzyskując dyplom z kompozycji. Wykładał harmonię i kompozycję w konserwatoriach w Turynie (1918–1937) i Parmie (1938–1941). Od 1941 roku był wykładowcą konserwatorium w Mediolanie, od 1951 do 1962 roku pełnił też funkcję jego dyrektora.

## Twórczość
Jako kompozytor zawdzięczał więcej własnym studiom, niż nauce szkolnej. Pozostawał indywidualistą, niepodlegającym ówczesnym awangardowym prądom. Wpłynęło to na brak jego popularności, pierwsze utwory wydano dopiero po 1925 roku, a doceniony został szerzej dopiero w okresie po II wojnie światowej. Własny styl Ghediniego ukształtował się późno, dopiero w drugiej połowie lat 30. XX wieku. W swoich kompozycjach często wykorzystywał lub naśladował formy barokowe.
Interesował się dawną muzyką włoską, przygotował opracowania canzon Girolamo Frescobaldiego na orkiestrę, wydał też dzieła Claudio Monteverdiego i Giovanniego Gabrieliego.

## Wybrane kompozycje
(na podstawie materiałów źródłowych)

### Utwory orkiestrowe
- Andantino soave (1919)
- Ouverture drammatica (1922)
- Partita (1926)
- Concerto grosso F-dur na kwintet dęty i smyczki (1927)
- Pezzo concertante na 2 skrzypiec, altówkę obbligato i orkiestrę (1931)
- Marinaresca e baccanale (1933)
- Symfonia (1938)
- Architetture (1940)
- Invenzioni na wiolonczelę, smyczki, kotły i talerze (1940)
- Concerto dell’albatro na skrzypce, wiolonczelę, fortepian, głos recytujący i orkiestrę (1945)
- Koncert fortepianowy (1946)
- Musica notturna na orkiestrę kameralną (1947)
- Koncert na 2 fortepiany i orkiestrę kameralną (1947)
- Il Belprato na skrzypce i smyczki (1947)
- Canzoni (1948)
- L’Alderina na flet, skrzypce i smyczki (1947)
- L’Olmeneta na 2 wiolonczele i orkiestrę (1951)
- Musica da concerto na altówkę i smyczki (1953)
- Concentus Basiliensis na skrzypce i orkiestrę kameralną (1954)
- Vocalizzo da concerto na wiolonczelę lub baryton i orkiestrę (1957)
- Fantasie na fortepian i smyczki (1958)
- Sonata da concerto na flet, smyczki i perkusję (1958)
- Divertimento na skrzypce i orkiestrę (1960)
- Studi per un affresco di battaglia (1962)
- Contrappuncti na skrzypce, altówkę, wiolonczelę i smyczki (1962)
- Musica concertante na wiolonczelę i smyczki (1962)
- Appunti per un credo na orkiestrę kameralną (1962)
- Uwertura koncertowa (1963)

### Utwory kameralne
- Kwintet dęty (1910)
- Due intermezzi na trio fortepianowe (1915)
- Kwartet fortepianowy (1917)
- Doppio quintetto na 5 instrumentów dętych, 5 instrumentów smyczkowych, harfę i fortepian (1921)
- Sonata skrzypcowa (1922)
- Sonata wiolonczelowa (1924)
- 2 kwartety smyczkowe (1927, 1959)
- Concerto a cinque na flet, obój, klarnet, fagot i fortepian (1930)
- Adagio e allegro da concerto na flet, klarnet, róg, altówkę, wiolonczelę i harfę (1936)
- Concertato na flet, altówkę i harfę (1942)
- 7 Ricercari na trio fortepianowe (1943)
- Musiche per 3 stromenti na flet, wiolonczelę i fortepian (1946)
- Canons na skrzypce i wiolonczelę (1946)
- Concentus na kwartet smyczkowy (1948)

### Utwory fortepianowe
- Tema e variazioni super Fede (1913)
- Sonata pastorale (1922)
- Pastorale elegiaca (1926)
- Capriccio (1934)
- Divertimento contrappuntistico (1940)
- Ricercare (1944)

### Pieśni solowe
- Tre liriche di Tagore (1919)
- Madrigali dell’autunno (1919)
- Quattro canti su antichi testi napoletani (1925/1934)
- Quattro strambotti di Giustinani (1925)
- Canto d’amore (1926)
- Tre canti di Shelley (1934)
- Quattro liriche dal Boiardo (1935)
- Lauda spirituale di Maria dolce (1936)
- La Quiete della notte (1936)
- Diletto e spavento del mare (1963)

### Utwory wokalno-instrumentalne
- oratorium Le messa del Venerdi santo na 5 głosów solowych, chór i orkiestrę (1929)
- Msza D-dur na 4-głosowy chór męski i organy (1930)
- Missa monodica in honorem Sancti Gregorii Magnii na głos solowy i organy (1932)
- Capitolo XII dell Apocalisse na głos i orkiestrę kameralną (1932)
- Cantico del sole na 1-głosowy chór męski i orkiestrę smyczkową (1932)
- Litanie gaudiose na głosy solowe, obój i instrumenty smyczkowe (1933)
- Lectio libri sapientiae na głos, trąbkę, fortepian i instrument smyczkowy (1938)
- Concerto funebrae per Duccio Galimberti na tenora, bas, 2 puzony, kotły i smyczki (1948)
- mała kantata ...fu primavera allora na 4 głosy i fortepian (1954)

### Kantaty
- Il pianto della Madonna presso la croce na sopran, baryton, chór i orkiestrę (1921)
- Ecco il Re forte na głosy solowe, podwójny chór mieszany i orkiestrę (1923)
- Litanie alla Vergine na sopran, chór sopranów i orkiestrę (1926)
- kantata symfoniczna Antigona na głosy solowe, chór i orkiestrę (1933)
- Concerto spirituale „De l’Incarnazioni del Verbo Divino” na soprany solo lub chór sopranów i 9 instrumentów lub orkiestrę kameralną (1943)
- Antifona per Luisa na chór sopranów, głos chłopięcy i organy lub 5 instrumentów smyczkowych (1944)
- Concerto detto „Il rosero” na 2 soprany, mezzosopran, chór żeński i orkiestrę (1952)
- Lectio Jeremiae Prophetae na sopran, chór i orkiestrę (1960)
- Credo di Perugia na chór i orkiestrę (1962)

### Opery
- Gringoire (1915)
- Maria d’Alessandria (1936, wyst. Bergamo 1937)
- Re Hassan (1938, wyst. Wenecja 1939)
- La pulce d’oro (1939, wyst. Genua 1940)
- Le Baccanti (1944, wyst. Mediolan 1948)
- Billy Budd (1949, wyst. Wenecja 1949)
- opera radiowa Lord Inferno (wyk. RAI 1952; wersja sceniczna pt. L’Ipocrita felice wyst. Mediolan 1956)
- La Via della Croce (wyst. Wenecja 1961)

### Balet
- Girotondo (1955, wyst. Wenecja 1959)